# Qualea albiflora
Qualea albiflora är en tvåhjärtbladig växtart som beskrevs av Warming. Qualea albiflora ingår i släktet Qualea och familjen Vochysiaceae. Inga underarter finns listade i Catalogue of Life.